# Mănăstirea Bixad
Mănăstirea Bixad este un vechi așezământ monastic din județul Satu Mare. În secolul al XVIII-lea și al XIX-lea a fost unul din cele mai importante așezăminte monahale baziliene din Transilvania. Până la interzicerea Bisericii Române Unite cu Roma în anul 1948, aici a funcționat principala tipografie românească a Ordinului Bazilian. Activitatea în mănăstire nu a încetat chiar dacă timpurile au fost mai vitrege, obștea funcționând chiar și în vremea ocupației horthyste a Ardealului de Nord (1940-1944).  
În 1948 călugării bazilieni au fost alungați din mănăstire de trupele de Securitate, iar în locul lor autoritățile comuniste au instalat un preventoriu de tuberculoși aflat în subordinea spitalului din Negrești Oaș. Unitatea medicală a funcționat aici până în anul 1998.
Imobilul preventoriului a fost restituit în anul 2011 Bisericii Române Unite cu Roma, însă Biserica Ortodoxă Română se opune de atunci executării silite a sentinței.
Icoana de la Bixad, copie a icoanei Salus populi Romani, se află în prezent la mănăstirea greco-catolică de la Prilog.

## Istoric
În prima jumătate a secolului al XVII-lea se poate vorbi despre o viață monahală de rit bizantin în zona Bixadului, mai degrabă de origine ruteană sau ucraineană. În anul 1646 a avut loc Uniunea de la Ujhorod, prin care Biserica ortodoxă ruteană a ieșit de sub jurisdicția Patriarhiei Moscovei și a intrat sub cea a Bisericii Romei.
În 1648 a fost atestat la Bixad ca preot Ilieș Popa, semnătura lui fiind găsită pe un exemplar al Cazaniei lui Varlaam (tipărită la Iași în 1643). La sfârșitul secolului al XVII-lea, în contextul Unirii religioase cu Biserica Romei a credincioșilor români din Transilvania, Bixadul apare strâns legat de numele călugărului grec Isaia, venit de la Mănăstirea Sfântul Pavel de pe Muntele Athos, care a acceptat între timp unirea cu Biserica Romei, și care a pus bazele Mănăstirii Bixad, atestată documentar din anul 1689.
În anul 1853, odată cu înființarea Episcopiei române unite la Gherla, Sfântul Scaun a scos Mănăstirea Bixad de sub jurisdicția Episcopiei de Muncaci și a trecut-o sub ascultarea episcopului de Gherla. În anul 1899, pentru a diminua influența Mănăstirii Rutene din Muncaci⁠(en)[traduceți] (situate pe Cerneka Gora, „Dealul Călugărilor”) asupra celei de la Bixad, episcopul greco-catolic al Gherlei, Dr. Ioan Sabo, a făcut demersuri pentru înființarea unei Provincii române a Ordinului bazilian, cu sediul la Mănăstirea Sfânta Treime din Blaj, care fusese desființată în timpul episcopului Ioan Bob.
Între călugării care și-au efectuat noviciatul la Mănăstirea Bixad înainte de 1948 s-a numărat Mihai Neamțu (1924-2000), a cărui beatificare este în curs.

## Desfășurarea evenimentelor în 1948
În noaptea de 15 octombrie 1948 Securitatea a năvălit în chilii și i-a percheziționat pe călugării greco-catolici. Unul dintre ei a tras clopotul în dungă, în miez de noapte, ceea ce a făcut ca în timp de zece minute să se adune la fața locului o mare mulțime de țărani din sat și împrejurimi, înarmați cu furci și topoare, sărind în apărarea călugărilor, ceea ce a determinat retragerea securiștilor. După acest eveniment localnicii au dezafectat două poduri, pentru a împiedica trupele de Securitate să trimită noi întăriri. În data de 18 octombrie 1948 a fost constituită în această chestiune, la Satu Mare, o comisie mixtă formată din șefii regionalelor de Securitate din Oradea și Satu Mare, un colonel de la Interne, un locotenent-colonel de armată, alți șefi de la Jandarmerie, precum și primul procuror și prefectul județului Satu Mare (interbelic). Astfel că, în noaptea de 18/19 octombrie un dispozitiv format din 70 jandarmi, 40 de soldați și 25 de agenți de Securitate au înfrânt rezistența țărănească din Bixad, folosind chiar tunurile, și au arestat  23 de călugări greco-catolici, care au mai rămas acolo. Represiunea comunistă i-a vizat ulterior și pe țăranii implicați în această rezistență.
Pentru a risipi lipsa de entuziasm și chiar reticența fățișă a unor clerici ortodocși față de agresiunea armată efectuată de autoritățile comuniste cu trupe de jandarmi și de Securitate împotriva mănăstirilor greco-catolice, Gheorghe Gheorghiu Dej s-a deplasat la ședința Sfântului Sinod al BOR din 19 octombrie 1948, în care a luat cuvântul „pentru a liniști sufletește pe aceia dintre dumneavoastră care au urechea plecată la văicăierile greco-catolicilor”.
Starețul Leon Bob, călugărul Vasile Miclăuș, preotul Grigore Rițiu și alții au fost prinși de Securitate în octombrie 1950 în Munții Maramureșului, unde rezistaseră timp de doi ani cu ajutorul sătenilor.

## Mănăstirea Bixad de la 1948 până în 1990
După anul 1948, timp de peste trei decenii, mănăstirea a rămas în paragină, călugării de la Bixad fiind prigoniți, iar desfășurarea vieții spirituale fiind pusă astfel sub interdicție, iar averea așezământului monahal înstrăinată în cea mai mare parte.
În anul 1980 mai mulți credincioși din Bixad (urmași ai celor care au opus rezistență la desființarea mănăstirii), la inițiativa localnicului Vasile Finta (zis și Voroțel), s-au înfățișat la Vasile Coman, episcopul ortodox de Oradea, solicitându-i sprijin în vederea reluării vieții monahale, în primul rând pentru salvarea bisericii mănăstirii. În scurtă vreme, datorită strădaniei credincioșilor din Oaș, dar și a protopopiatului din Negrești, a ierarhului însuși (care era conștient de importanța reînvierii vieții monahale pe aceste meleaguri) a fost obținută autorizația necesară de funcționare.
Lucrările de restaurare au durat din 1981 până în 1988, sub îndrumarea și finanțarea Departamentului Cultelor de la București. Fresca bisericii a fost repictată între în anii 1988 și 1989. În data de 25 martie 1989 episcopul ortodox al Oradiei, Vasile Coman, însoțit de un sobor de protopopi, stareți, profesori universitari, preoți și diaconi, oficialități din partea autorităților comuniste, au instalat aici pe primul stareț ortodox, în persoana ieromonahului Valeriu Serafim Adam.

## Dotări interioare
În perioada interbelică învățătorul Dariu Pop din Măgura Ilvei (1877-1965) a efectuat o cercetare privind existența înscrisurilor românești în peste 50 de biserici sătmărene. Cu această ocazie și vizitând mănăstirea  greco-catolică de la Bixad amintește de existența unui vechi tablou cu uciderea călugărului Isaia de la mănăstire de către doi oameni din satul Cicârlău. Tabloul menționa printr-o inscripție, în limba maghiară, faptul petrecut, precum și anul 1700.

## Retrocedarea mănăstirii
După revoluția română din 1989 clădirea preventoriului a fost restituită prin hotărâre de guvern către Biserica Română Unită cu Roma. Hotărârea de Guvern nr. 466 din 19 august 1992, prin care a fost restituită clădirea preventoriului, a fost semnată de primul ministru Theodor Stolojan și contrasemnată de miniștrii George Danielescu și Florin Georgescu.
Episcopul Iustinian Chira, venit de la Arhiepiscopia Vadului, Feleacului și Clujului, în cadrul reînființatei Episcopii Ortodoxe a Maramureșului, s-a opus cu înverșunare și a împiedicat ducerea la îndeplinire a hotărârii guvernamentale nr. 466/1992, de restituire a imobilelor și a a vechii mănăstiri de la Bixad către Biserica Română Unită, mai precis Ordinului călugărilor bazilieni.
În data de 27 mai 2011, după mai multe strămutări ale procesului, Tribunalul Mehedinți a admis în parte acțiunea în revendicare formulată de Episcopia Română Unită a Maramureșului. În data de 25 octombrie 2011 Curtea de Apel Craiova a modificat sentința Tribunalului Mehedinți în sensul că a admis în întregime acțiunea formulată de Episcopia Română Unită a Maramureșului. Înalta Curte de Casație și Justiție a constatat în data de 1 octombrie 2012 nulitatea recursului declarat de Mănăstirea Ortodoxă de la Bixad. Mănăstirea Ortodoxă a formulat și o contestație la executarea silită, respinsă de Tribunalul Satu Mare în data de 12 septembrie 2013., și în urma intervenției în această speță a Consiliului Județean Satu Mare, (mai precis a președintelui Mircea Govor, membru PSD). În data de 31 octombrie 2013 a avut loc o întâlnire la sediul Prefecturii Satu Mare, în vederea unei informări asupra executării silite ce se afla în curs. În data de 7 noiembrie 2013 a fost formulată o nouă cerere de suspendare a executării silite, care a fost admisă de Judecătoria Negrești Oaș, în pofida hotărârii 607 din 12 septembrie 2013 a Tribunalului Satu Mare.
În data de 8 noiembrie 2013 Episcopia Greco-Catolică a Maramureșului a emis un comunicat în care deplânge acțiunea reprezentanților Consiliului Județean Satu Mare de ingerință și zădărnicire a aplicării legii. În aceeași zi Episcopia Română Unită de Cluj-Gherla a remis un comunicat de presă în care arată că Mănăstirea Nicula se găsește într-o situație similară celei de la Bixad, nici acolo nefiind permise slujiri greco-catolice în biserica de zid a mănăstirii, deși a fost construită tot prin efortul credincioșilor uniți.
În data de 3 decembrie 2013 ÎCCJ a strămutat judecarea procesului intentat de Consiliul Județean Satu Mare contra Episcopiei Române Unite a Maramureșului de la Judecătoria Negrești Oaș, la Judecătoria Alba Iulia. Primul termen de judecată la Judecătoria Alba Iulia a avut loc pe 21 ianuarie 2014. În data de 8 decembrie 2015, după 27 de amânări, instanța a constatat nulitatea cererii de chemare în judecată formulată de Consiliul Județean Satu Mare contra Episcopiei Române Unite a Maramureșului. Sentința de anulare a fost anulată de Tribunalul Alba în data de 5 mai 2016. Tribunalul Alba a decis retrimiterea dosarului la Judecătoria Alba Iulia, pentru rejudecare. Judecătoria Alba Iulia a respins contestația la executare după șase ani, în data de 23 septembrie 2022. Tribunalul Alba a anulat și această sentință în data de 29 iunie 2023, reținând de această dată cauza pentru judecarea în fond. În data de 5 octombrie 2023 Tribunalul Alba a sesizat Curtea de Apel Alba Iulia. Această instanță a fixat următorul termen de judecată, după mai multe amânări, pentru data de 16 iunie 2025, în vederea stingerii litigiului dintre părți pe cale amiabilă.